# ميكولا إيشتشنكو
ميكولا إيشتشنكو (بالأوكرانية: Іщенко Микола Анатолійович)‏ هو لاعب كرة قدم أوكراني في مركز الدفاع، ولد في 9 مارس 1983 في كييف في أوكرانيا. شارك مع منتخب أوكرانيا تحت 21 سنة لكرة القدم ومنتخب أوكرانيا لكرة القدم. أما مع النوادي، فقد لعب مع شاختار دونيتسك ونادي إيليتشيفيتس ماريوبول ونادي كارباتي لفيف ونادي ميتاليست خاركيف.

## وصلات خارجية
- ميكولا إيشتشنكو على موقع اتحاد أوكرانيا (الإنجليزية)
- ميكولا إيشتشنكو على موقع قاعدة بيانات كرة القدم.إي يو (الإنجليزية)
- ميكولا إيشتشنكو على موقع ناشيونال فوتبول تيمز (الإنجليزية)
- ميكولا إيشتشنكو على موقع Soccerway.com (الإنجليزية)
- ميكولا إيشتشنكو على موقع عالم كرة القدم.نت (الإنجليزية)
- ميكولا إيشتشنكو على موقع AS.com (الإسبانية)